# Asplenium pringlei
Asplenium pringlei är en svartbräkenväxtart som beskrevs av Antonio José Cavanilles. Asplenium pringlei ingår i släktet Asplenium och familjen Aspleniaceae. Inga underarter finns listade.